# REC
|  | Aquest article tracta sobre la pel·lícula. Si cerqueu la moneda, vegeu «Recurs Econòmic Ciutadà». |

REC (o [REC]) és una pel·lícula de terror del 2007 dirigida per Jaume Balagueró i per Paco Plaza. La pel·lícula va ser estrenada el novembre del 2007. Balagueró i Plaza anteriorment, l'any 2002, van dirigir un documental OT, la Película. El tipus d'ús de la càmera i la idea bàsica és semblant a The Blair Witch Project la qual està gravada únicament amb càmeres d'amateur, on l'operador de càmera és només un personatge en la història. El nom de la pel·lícula fa referència a l'enregistrament constant del que ocorre al voltant dels dos protagonistes.
La pel·lícula té tres avanços, dos d'ells mostren imatges de la pel·lícula; l'últim és característic, ja que no mostra la pel·lícula, sinó el públic aterrit el primer dia de l'estrena en una visió nocturna.
La pel·lícula, d'una manera inusual, va ser comprada per una nova versió anomenada Quarantine el 2008 - abans que l'original fos estrenada.

## Argument
REC gira entorn d'una periodista de televisió, Àngela, i el seu càmera, Pablo, el qual mostra un torn de nit en un parc de bombers de Barcelona. El parc de bombers rep una trucada d'una dona gran, atrapada a casa seva. Quan la parella arriba i els bombers i la policia derroquen la porta, de cop i volta la dona ataca i mossega un dels policies, i es descobreix que una desconeguda i virulenta malaltia infecta a la gent, convertint-los en caníbals. La policia i els militars tanquen l'edifici i l'equip de càmera queda atrapat a dins, gravant constantment tot el que succeeix.

## Repartiment
- Manuela Velasco com Ángela Vidal
- Pablo Rosso com Pablo
- Ferrán Terraza com Manu
- David Vert com Álex
- Jorge-Yaman Serrano com Sergio
- Vicente Gil com a policia
- Carlos Vicente com Guillem Marimón
- Carlos Lasarte com César
- María Lanau com Mari Carmen
- Claudia Silva com Jennifer
- Martha Carbonell com a Sra. Izquierdo
- Akemi Goto com a dona japonesa
- Chen Min Kao com a home xinès
- María Teresa Ortega com àvia
- Manuel Bronchud com avi
- Javier Botet com Tristana Medeiros
- Ben Temple com Doctor
- Ana Velasquez com dona colombiana
- Daniel Trinh com a nen xinès
- Marita Borrego com operadora del parc de bombers
- Jana Prats com operadora del parc de bombers
- Víctor Massagué com nen de l'àtic
- Javier Coromina com la veu de Pablo

## Guardons

### Premis
- Festival Internacional de Cinema de Catalunya en 2007[6]
  - Millor director: Jaume Balagueró i Paco Plaza
  - Millor actriu: Manuela Velasco
  - Gran premi del Públic per millor pel·lícula
  - Premi de la critica per millor pel·lícula
- Premis Goya
  - Goya a la millor actriu revelació: Manuela Velasco
  - Goya al millor muntatge: David Gallart

### Nominacions
- Premis Goya
  - Goya als millors efectes especials: David Ambid, Enric Masip i Álex Villagrasa